# Prueba de Griess
La prueba de Griess es una prueba química que detecta la presencia de nitritos orgánicos. La reacción de diazotación de Griess, en la que se fundamenta el reactivo de Griess, fue descrita por primera vez en 1858 por Peter Griess.

## Método
El nitrito es detectado y analizado por la formación de un color rojo rosado al tratamiento de una muestra conteniendo NO2− con el reactivo de Griess.
Cuando se agrega el ácido sulfanílico, los nitritos forman una sal de diazonio. Cuando se agrega la α-naftilamina, se desarrolla un color rosado.
Un reactivo de Griess comercial típico contiene 0,2% de diclorhidrato de naftiléndiamina, y 2% de sulfanilamida en ácido fosfórico al 5%.

## Medicina forense
La prueba fue usada en medicina forense por muchos años, para probar la existencia de trazas de nitroglicerina.
La soda cáustica es usada para romper la molécula de nitroglicerina para producir iones nitrito. La concentración de esta soda cáustica es crucial para el ensayo.
La prueba involucra tomar una muestra con éter y su división en dos bols. El hidróxido de sodio es agregado al primer bol, seguido por el reactivo de Griess; si la solución se vuelve rosada en los próximos diez segundos, esto indica la presencia de nitritos. La prueba en sí misma es positiva si, después de sólo agregar el reactivo de Griess al segundo bol, la solución permanece clara.
Debido a la habilidad de muchas sustancias para producir iones nitrito, la prueba no es concluyente y eventualmenté probó ser de un valor limitado. Las fuerzas policiales del Reino Unido han dejado de usarla prácticamente a mediados de la década de 1980.
Las declaraciones de culpabilidad de Judith Ward y los Birmingham Six fueron apoyadas por la interpretación fallida de los resultados de la prueba de Griess de Frank Skuse.